# Vương triều Thuấn Thiên
Vương triều Thuấn Thiên (舜天王統 (Thuấn Thiên vương thống) Shunten Outō,  1187 – 1259) là một Triều đại do án tư Phổ Thiêm (Urasoe) là Shunten (Thuấn Thiên) thống trị. Theo truyền thuyết Lưu Cầu, đây là Vương triều thứ hai trong lịch sử hòn đảo.
Shunten đã tiêu diệt triều Tenson (Thiên Tôn) và trở thành Trung Sơn vương. Căn cứ theo Trung Sơn thế phả (中山世譜), năm 1229, Gihon (Nghĩa Bản) là vua cuối cùng của triều Thuấn Thiên đã nhường ngôi cho Eiso (Anh Tổ). Vương thống này mang tính truyền thuyết và tính xác thực chưa rõ.

## Các vua
- Shunten (Thuấn Thiên)
- Shunbajunki (Thuấn Mã Thuận Hi)
- Gihon (Ryukyu) (Nghĩa Bản)